# Vírusirtó
A vírusirtó vagy antivírus program a számítástechnikában egy szoftveres vagy hardveres architektúra, amelynek célja annak biztosítása, hogy a hálózatba vagy egy adott számítógépbe ne juthasson be olyan állomány, mely károkozást, illetéktelen adatgyűjtést vagy bármely, a felhasználó által nem engedélyezett műveletet hajt végre. Ilyenek például a vírusok, trójai programok és egyéb kártékony programok.

## Működési elvek
A vírusirtó szoftverek két alapelven működnek. Az első az úgynevezett reaktív védelem, ami az úgynevezett vírusdefiníciós adatbázison alapszik. Ebben az esetben a vírusirtó szoftver egy adatbázisból azonosítja a kártevőket. Az adatbázist a vírusirtó szoftver gyártója rendszeresen frissíti, a frissítéseket a legtöbb vírusirtó szoftver automatikusan letölti az internetről.
A második – és napjainkban egyre fontosabb – védelmi módszer az úgynevezett heurisztikus vírusvédelem. Ebben az esetben a vírusirtó a beépített analizáló algoritmusok (mesterséges intelligencia) segítségével azonosítja a vírusokat. A módszer azért nagyon fontos, mert sokszor több nap telik el egy új vírus megjelenésétől addig, amíg a vírusirtó program gyártója az ellenszert elkészíti és beépíti a vírusdefiníciós adatbázisba. A reaktív vírusirtó szoftvernek ilyenkor frissítenie kell magát az internetről, és csak ezután nyújt védelmet az új vírusok ellen.
A heurisztikus módszereket is alkalmazó modern vírusirtók viszont addig is védelmet nyújtanak a legtöbb kártevő ellen, amíg az ellenszer elkészül.
Ezek a modern vírusirtók kombinálják tehát a hagyományos (vírusdefiníciós adatbázison alapuló) védelmet a modern heurisztikus védelemmel, és így nagyobb biztonságot adnak a felhasználóknak.

## Fajtái

### Egyedi számítógépek védelmére szolgáló megoldások
Egyedi számítógépek védelmére optimalizált megoldások. Általában a rendszerkövetelmények csak egyedi gépes operációs rendszereket támogatnak, és nincs felkészítve a távoli menedzselhetőségre és a hálózatos környezetre.
Rendelkezik minden olyan szükséges grafikus kezelőfelülettel, amelyen keresztül felhasználószintű ismeretekkel kezelhető a szoftver.

#### Egyszerű vírusirtó
Kizárólag antivírus megoldást tartalmazó szoftver. Bár egyre több funkciót zsúfolnak bele a gyártók, az egyes megoldásokban mégis megkülönböztethető, hogy ez a megoldás nem tartalmaz tűzfalat, webtartalom-szűrőt, adatmentést. Egyes gyártók a kémprogramvédelmet már integrálták az egyszerűbb megoldásban.

#### Komplex internetbiztonsági megoldások
Egyedi számítógépekre kifejlesztett, teljes körű biztonsági megoldást kínáló megoldások. Az általánosan elfogadott, hogy antivírus, tűzfal minimálisan legyen a megoldásban, de webtartalomszűrőt, adatmentést, spam szűrést, adathalászat elleni védelmet stb. kínálnak gyártótól függően a komplex kategóriába sorolható megoldások.

## Vírusirtó összehasonlító tesztek
- CheckVir laboratórium tesztje (2007 augusztus) (magyarul)

A független magyar kutatólaboratórium rendszeresen összehasonlítja az egyes vírusirtó szoftverek teljesítményét.
- AV-Comparatives teszt (angolul)

Az AV-Comparatives tesztje arról, hogy az egyes vírusirtók heurisztikája mennyire hatékony.
- A vírusirtók sötét oldala. (2006) (magyarul)[halott link]

A PC World magazin tesztje arról, hogy a számítógépre telepített vírusirtók mennyire fogják vissza a rendszer teljesítményét.

## Külső hivatkozások
- ESET Vírusirtó: Antivirus programok és letöltés | ESET
- Bitport Vírusvédelem - A Bitport üzleti informatikai portál vírusvédelemmel foglalkozó gyűjtőoldala